# 帕米尔人
帕米爾人，生活在帕米尔高原地区的伊朗系民族，人口約350,000人，分布於塔吉克斯坦東部的戈爾諾-巴達赫尚自治州，阿富汗的巴達赫尚省，巴基斯坦北部的奇特拉爾縣和巴爾蒂斯坦，以及中國新疆等地。

## 民族識別
帕米爾人主要說帕米爾語，在巴基斯坦多說瓦罕語，在中國的塔什庫爾干則說色勒庫爾語。
在中國他們被劃為中國塔吉克族，但在阿富汗他們則為一單一民族。

## 歷史
在1929年山地巴达赫尚自治州成立，帕米爾人的身分成為爭論問題，一些塔吉克學者主張帕米爾語是塔吉克語的方言，並出現長時間辯論帕米爾人應否成為一獨立民族。但有一個共識，其中包括語言學家認為帕米爾語言是東伊朗語，而塔吉克語言是西伊朗語中的西南支。在1926年和1937年蘇聯人口普查中帕米爾人和瓦罕人是獨立民族。 1937年後，他們被要求登記為塔吉克人。
在蘇聯時期許多帕米爾人遷移到瓦赫什河河谷和庫爾干秋別州即今天的哈特隆州定居。在20世紀80年代出現關於帕米爾在共和國的官方地位的爭論。戈爾諾-巴達赫尚自治共和國的帕米爾人在1992年宣佈獨立，該宣言後來被廢止。在1992-1997年的塔吉克內戰中，他們大力支持反對派，於是成為政府軍的屠殺目標。

## 宗教
帕米爾人信仰伊斯蘭教什葉派中伊斯瑪儀派中的尼扎里教派，阿迦汗是他們的精神領袖。

## 參閲
- 帕米爾語言(Pamir languages)

## 外部連結
- YouTube上的United Nations University (2009) Digital Video "Pamiri women and the melting glaciers of Tajikistan": three generations of Pamiri women share the impacts of Pamir Mountain glacier melt and decreasing water levels 1 December 2009

template:Ethnic groups in Afghanistan
template:Ethnic groups in Tajikistan
template:Iranian peoples